# Shaun O'Brien
Shaun William O'Brien (31 de mayo de 1969) es un deportista australiano que compitió en ciclismo en la modalidad de pista, especialista en la prueba de persecución por equipos.
Participó en los Juegos Olímpicos de Barcelona 1992, obteniendo una medalla de  en la prueba de persecución por equipos (junto con Brett Aitken, Stephen McGlede y Stuart O'Grady).
Ganó una medalla de bronce en el Campeonato Mundial de Ciclismo en Pista de 1991, en la misma prueba.

## Medallero internacional
| Juegos Olímpicos   | Juegos Olímpicos     | Juegos Olímpicos  | Juegos Olímpicos            |
| Año                | Lugar                | Medalla           | Competición                 |
| ------------------ | -------------------- | ----------------- | --------------------------- |
| 1992               | Barcelona (España)   | Medalla de plata  | Persecución por equipos     |
| Campeonato Mundial |                      |                   |                             |
| Año                | Lugar                | Medalla           | Competición                 |
| 1991               | Stuttgart (Alemania) | Medalla de bronce | Persecución por equipos (A) |